# Jaskier Baudota
Jaskier Baudota, włosienicznik Baudota (Ranunculus baudotii) – gatunek rośliny z rodziny jaskrowatych. Występuje w Europie bez wschodniej części kontynentu i jego północnych krańców, poza tym w Azji Mniejszej i w północnej Afryce. W Polsce jest rzadki; rośnie na wybrzeżu oraz na kilku stanowiskach na południu kraju.

## Morfologia

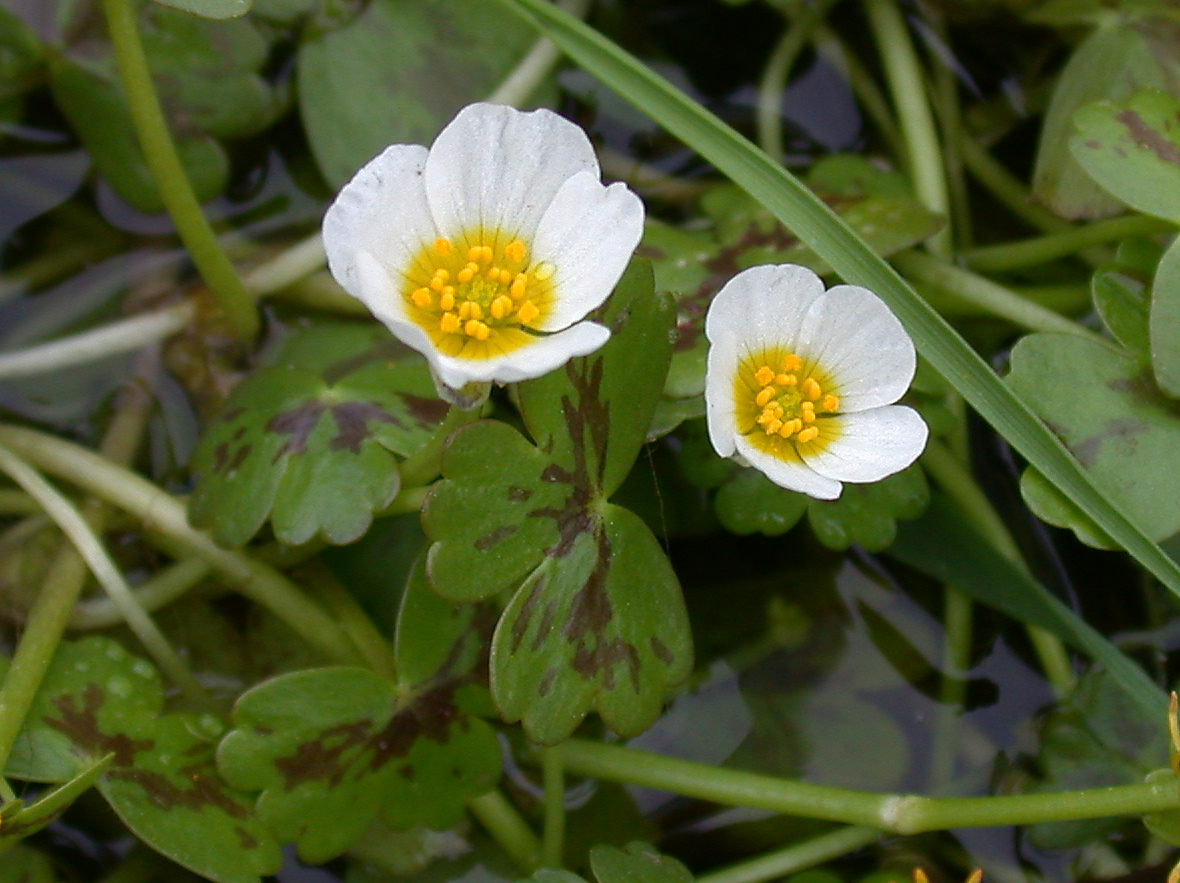
Kwiaty

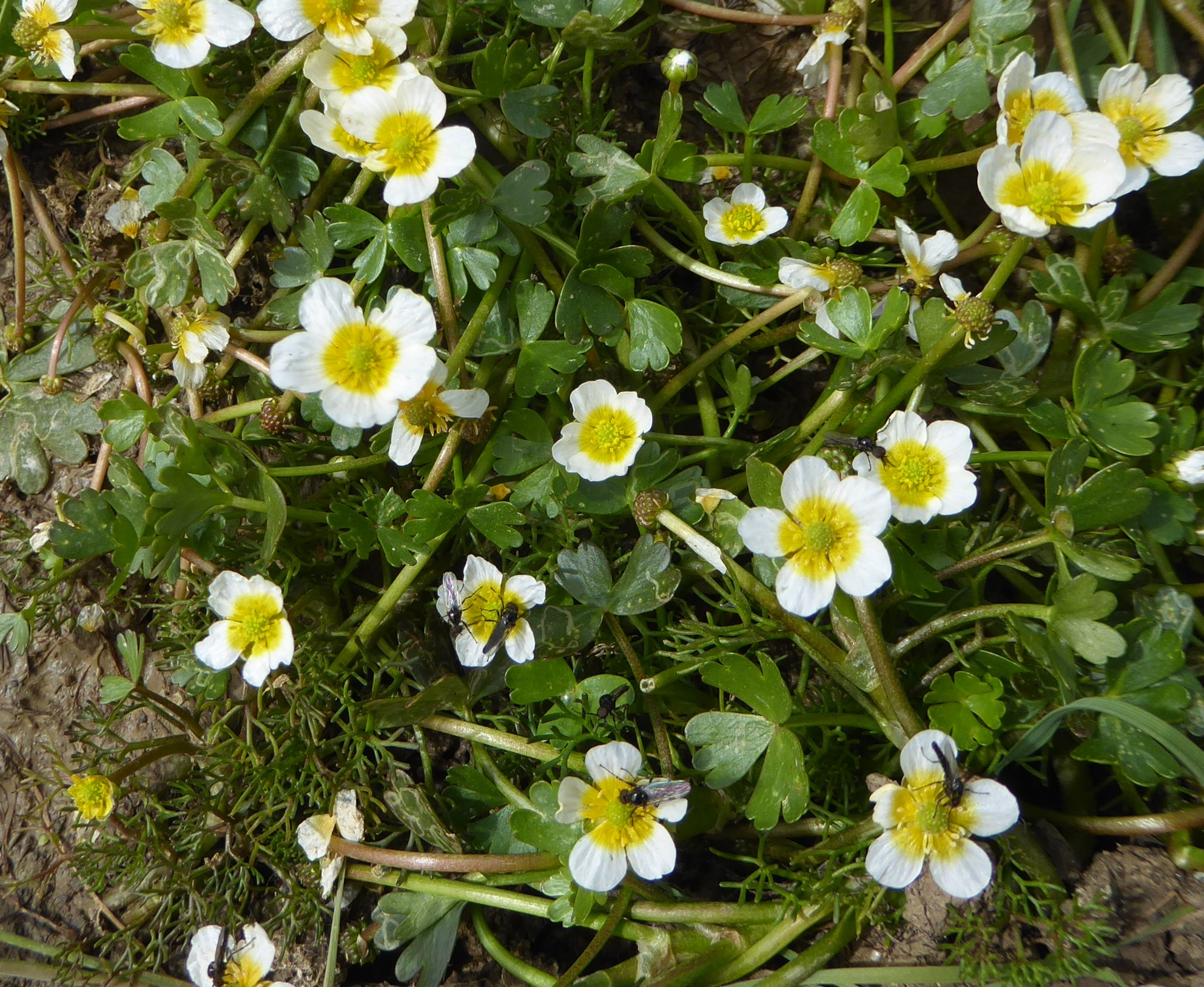
Pokrój

LiścieSztywne, dwukrotnie trójsieczne. Przylistki zrosłe z krótkim ogonkiem.
KwiatyPłatki korony dwa razy dłuższe od działek kielicha. Pręciki krótsze od słupków. Dno kwiatowe jajowate, pokryte szczecinkami krótszymi od jego średnicy.
OwocRozdęty, z bardzo krótkim dzióbkiem.

## Biologia i ekologia
Bylina, hydrofit, halofit. Rośnie w wodach słonych. Kwitnie od maja do sierpnia. Podgatunek charakterystyczny klasy Ruppietea maritimae.

## Zagrożenia i ochrona
Roślina objęta w Polsce ścisłą ochroną gatunkową. Umieszczona na Czerwonej liście roślin i grzybów Polski (2006) w kategorii zagrożenia E (wymierający – krytycznie zagrożony). W wydaniu z 2016 roku otrzymała kategorię CR (krytycznie zagrożony). W Polskiej czerwonej księdze roślin posiada kategorię CR (krytycznie zagrożony).